# جان دوماس
جان دوماس (27 يوليو 1944 في ليون) (بالإنجليزية: Jean Dumas)‏ لاعب كرة قدم فرنسي معتزل كان يجيد اللعب في خط الوسط .

## وصلات خارجية
- جان دوماس على موقع قاعدة بيانات كرة القدم.إي يو (الإنجليزية)
- جان دوماس على موقع عالم كرة القدم.نت (الإنجليزية)